# Imeria dentata
Imeria dentata är en stekelart som först beskrevs av Joseph Augustine Cushman 1922.  Imeria dentata ingår i släktet Imeria och familjen brokparasitsteklar. Inga underarter finns listade i Catalogue of Life.